# Prêmio Caymmi de Música de 2015
O Prêmio Caymmi de Música de 2015 ocorreu em 30 de abril daquele ano no Teatro Castro Alves, em Salvador, Bahia, no dia em que Dorival Caymmi faria 101 anos de idade. Os indicados para o prêmio foram anunciados em 1º de abril de 2015.

## O evento
A cerimônia foi apresentada pelo ator Jackson Costa, que foi aberta com a canção "Noite Temporal", de Caymmi, interpretada por Letieres Leite e Orkestra Rumpilezz. Em seguida, subiram ao palco Claudia Cunha, Julia Tazzi e Matildes Charles, acompanhadas pelos músicos Alexandre Leão, Marquinhos Lobo e Isaías Rabelo. O evento contou com a presença do grupo inglês Stomp, que se apresentou com Quabales, grupo percussivo que interpretou "É Doce Morrer no Mar" e "Dois de Fevereiro", em versões remixadas. A cantora Margareth Menezes apresentou "Buda Nagô", de Gilberto Gil, acompanhada do Balé Folclórico da Bahia.
O filho de Dorival Caymmi, Dori Caymmi, cantou "São Salvador e "Saudade da Bahia", acompanhado da Banda de Boca. Encerrando a noite Gerônimo, Fábio Cascadura e Lazzo, que apresentaram "Eu Cheguei Lá", "A Vizinha Quase Passa", "Acontece que Eu Sou Baiano", "Samba da Minha Terra" e "Adalgisa".

## Premiação
Abaixo a lista de indicados e ganhadores (em negrito):

### Música
Melhor canção
"Odisseia Baiana" - Filipe Lorenzo (Composição: Davi Correia e Thiago Lobão)
- Rio Bahia (Ian Lasserre)
- Disfarce (CAIM)
- Jangadeiro (Danilo Fonseca)
- Trem de outra cidade (Giovani Cidreira)

Intérprete Vocal
Bruna Barreto (Lily Braun)
- Danilo Fonseca
- Achiles Neto (CAIM)
- Priscila Magalhães
- Illa Benício

Intérprete Instrumental
"Noite cinza, Dia Anil" - Casa Verde (Composição: Daniel Neto)
- Chuva (Saulo Gama)
- Noite de Luz (Grupo Transcendental)
- Lua Nova (Laila Rosa)
- Mandacaru (Hermogenes Araújo)

Arranjo
Paulo Mutti em "Odisseia Baiana"
- Maxixe Nagô (Jurema)
- Arame Farpado (Banda Metáfora)
- Paraquedas (Russo Passapusso)
- Florescer (Priscila Magalhães)

Produção Musical
Axé (Ênio)
- Paraquedas (Russo Passapusso)
- Florescer (Priscila Magalhães)
- Musica popular (Mr Armeng)
- Maxixe Nagô (Jurema)

### Espetáculos
Melhor show
Tuzé de Abreu
- Manuela Rodrigues
- Ganhadeiras de Itapuã
- Larissa Luz
- Ifá Afrobeat

Intérprete Masculino
Tito Bahiense
- Kalu
- Miguel Maya
- Alisson Menezes
- Cal Ribeiro

Intérprete Feminina
Larissa Luz
- Bruna Barreto (Lily Braun)
- Lia Lordelo
- Ana Paula Albuquerque
- Aiace

Instrumentista
Eric Assmar
- Alex Mesquita
- Fabrício Mota (Ifá Afrobeat)
- Mou Brasil
- Antenor Cardoso (Retrovisor)

Direção Artística
Jarbas Bittencourt (Tainah)
- Elísio Lopes (Tito Bahiense)
- Kleber Sobrinho (Miguel Maya)
- Ganhadeiras de Itapuã (Salviano Filho)
- Desrroche (Ninovisk e Lex Pedra)

Direção Musical
Mateus Dantas (Tuzé de Abreu)
- Paulo Mutti (Aiace)
- Amadeu Alves (Ganhadeiras de Itapuã)
- Jelber Oliveira (Tainah)
- Anderson Cunha (Sertanilia)

Destaque Técnico/Cenário
Caji – Técnico de Som (Aiace/Ana Paula Albuquerque)
- Larissa Lacerda – Técnica de iluminação (Manuela Rodrigues)
- Desrroche – Figurino (Desrroche)
- Ian Fraguas – Cinegrafista Visual (Andrea Martins)
- Alexandre Guimarães – Figurino (Lia Lordelo)

Produção
Ganhadeiras de Itapuã (Jenner Salgado)
- Tito Bahiense
- Desrroche
- Dó Ré Mi
- Os Romeus

Revelação
Ifá Afrobeat
- Tabuleiro Musiquim
- Cau Ribeiro
- Pirombeira
- Lia Lordelo

### Videoclipe
Melhor videoclipe
Mamá Soares & Coletivo di Tambor – "A Filha de Calmon"
- Toco Y Me Voy – Toco Y Me Voy
- Nana – As Nuvens
- Ayam Ubráis Barco – O Quintal
- Lutte – Reggae Soul

Direção
Max Gaggino em "A Filha de Calmon" (Mamá Soares & Coletivo di Tambor)
- Toco Y Me Voy – Toco Y Me Voy
- Nana – As Nuvens
- Jurandir Santana – So What
- Semivelhos – Além Mar

Fotografia
Victor Marinho em "As Nuvens" (Nana)
- Jurandir Santana – So What
- Semivelhos – Além Mar
- Inventura – O Prego no Chinelo do Anão
- Cascadura – O Delator

Produção
Edson Bastos em "O Quintal" (Ayam Ubráis Barco)
- Nana – As Nuvens
- Lutte – Reggae Soul
- Semivelhos – Além Mar
- Cascadura – O Delator

Roteiro
Rodrigo Luna e Pedro Perazzo em “Toco Y Me Voy” (Toco Y Me Voy)
- Ayam Ubráis Barco – O Quintal
- Mamá Soares & Coletivo di Tambor – A Filha de Calmon
- Semivelhos – Além Mar
- Capitão Cometo – Inssindental